# Agonita carbunculus
Agonita carbunculus es un coleóptero de la familia Chrysomelidae.
Fue descrita científicamente por primera vez en 1919 por Maulik.